# Iris wendelboi
Iris wendelboi là một loài thực vật có hoa trong họ Diên vĩ. Loài này được Grey-Wilson & B.Mathew miêu tả khoa học đầu tiên năm 1974.